# Grammomys
A Grammomys az emlősök (Mammalia) osztályának a rágcsálók (Rodentia) rendjébe, ezen belül az egérfélék (Muridae) családjába tartozó nem.

## Rendszerezés
A nembe az alábbi 14 faj tartozik:
- Grammomys aridulus Thomas & Hinton, 1923
- Grammomys brevirostris Kryštufek, 2008
- Grammomys buntingi Thomas, 1911
- Grammomys caniceps Hutterer & Dieterlen, 1984
- Grammomys cometes Thomas & Wroughton, 1908
- Grammomys dolichurus Smuts, 1832 - típusfaj
- Grammomys dryas Thomas, 1907
- Grammomys gigas Dollman, 1911
- Grammomys ibeanus Osgood, 1910
- Grammomys kuru Thomas & Wroughton, 1907
- Grammomys macmillani Wroughton, 1907
- Grammomys minnae Hutterer & Dieterlen, 1984
- Grammomys poensis Eisentraut, 1965 - szinonimája: Grammomys rutilans
- Grammomys selousi Denys et al., 2011